# Trí khôn ở chim

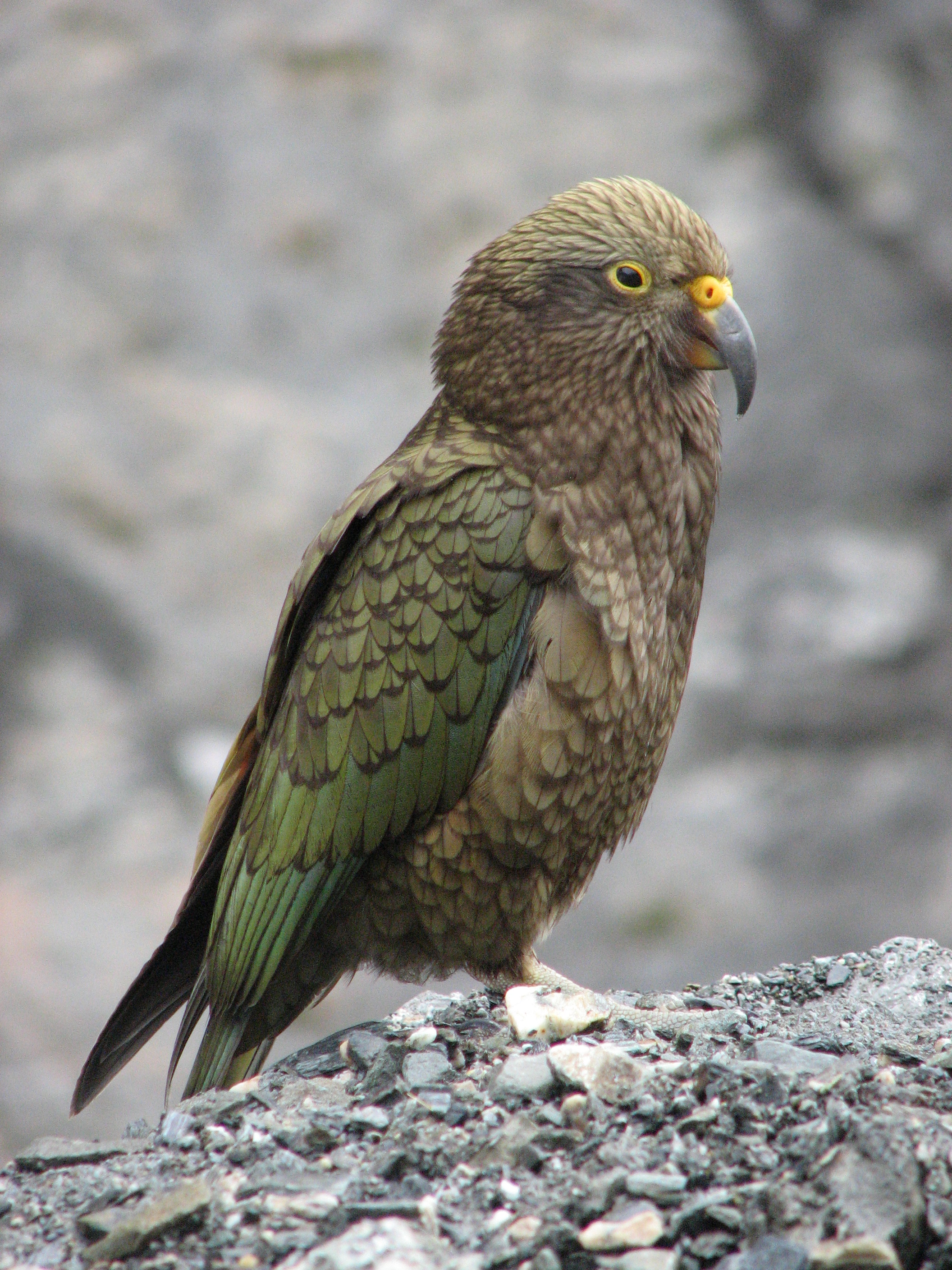
Vẹt Kea được cho là loài thông minh

Trí thông minh ở chim đề cập đến định nghĩa về sự nhận thức và sự đo lường của nó áp dụng cho các loài chim. Về mặt giải phẫu, các loài chim (10.000 loài trong số đó là hậu duệ sống trực tiếp của khủng long) có bộ não tương đối lớn so với kích cỡ đầu của chúng. Các giác quan thị giác và thính giác được phát triển tốt ở hầu hết các loài, trong khi các giác quan khứu giác và vị giác phát triển chỉ trong một vài nhóm. Chim giao tiếp bằng cách sử dụng các tín hiệu thị giác cũng như thông qua việc kêu và hót. Do đó, việc kiểm tra trí thông minh dựa trên việc nghiên cứu các phản ứng đối với kích thích cảm giác.

## Nghiên cứu
Trí thông minh của chim đã được nghiên cứu thông qua một số thuộc tính và khả năng. Nhiều nghiên cứu đã được thực hiện trên các loài chim như chim cút, gà, vịt và chim bồ câu nuôi giữ trong điều kiện nuôi nhốt. Tuy nhiên, nó đã được lưu ý rằng các nghiên cứu thực địa đã được giới hạn. Các loài chim trong họ quạ (corvids), và vẹt (psittacines) đã được chứng minh là có tập tính xã hội, có thời kỳ phát triển dài, và có cấu trúc não lớn, và điều này có thể được dự kiến sẽ cho phép khả năng nhận thức cao hơn.
Năm 1981, Epstein, Lanza và Skinner xuất bản một bài báo trong tạp chí Science, trong đó họ cho rằng chim bồ câu cũng vượt qua thử nghiệm. Một con chim bồ câu được đào tạo để nhìn vào gương để tìm chìa khóa phản hồi phía sau nó, và sau đó chuyển sang chế biến thức ăn là kết quả của sự lựa chọn đúng đắn (nghĩa là chim bồ câu học cách sử dụng gương để tìm các yếu tố quan trọng trong môi trường của nó).
Một số nghiên cứu đã cho thấy những con chim bị tách khỏi động vật có vú bởi hơn 300 triệu năm tiến hóa độc lập đã phát triển bộ não có khả năng có ý thức linh trưởng giống như ý thức thông qua một quá trình tiến hóa hội tụ. Mặc dù bộ não của chim có cấu trúc rất khác so với bộ não của động vật có vú tiến triển về mặt nhận thức, mỗi bộ đều có mạch thần kinh liên quan đến ý thức cấp cao hơn.

## Biểu hiện
Đếm đã được coi là một khả năng thể hiện trí thông minh. Bằng chứng giai thoại từ những năm 60 đã cho thấy con quạ có thể đếm được tới 3. Tuy nhiên, các nhà nghiên cứu cần phải thận trọng và đảm bảo rằng các loài chim không chỉ đơn thuần là chứng minh khả năng phân chia, hoặc đếm một số ít các mặt hàng một cách nhanh chóng. Một số nghiên cứu, như một nghiên cứu thực hiện tại Đại học Moscow State, đã gợi ý rằng quạ thực sự có khả năng số thực. Nó đã được chỉ ra rằng vẹt có thể đếm lên đến 6.
Những con cốc được các ngư dân Trung Quốc và Nhật Bản sử dụng cho việc đánh cá (đánh cá bằng chim cốc) và chúng được cho là có thể đếm số cá đã bắt được để đòi thưởng. Nhiều con chim cũng có thể phát hiện được sự thay đổi số lượng trứng trong tổ và bố mẹ. Các loài chim đẻ trộm thường được biết đến để loại bỏ một trong những trứng trong tổ trước khi đẻ, chẳng hạn như loài tu hú.
Khả năng không gian và thời gian của chim cũng đáng ghi nhận. Những chú chim ăn trái lớn ở rừng nhiệt đới phụ thuộc vào những cây có quả vào những thời điểm khác nhau trong năm. Nhiều loài, như chim bồ câu và chim mỏ sừng, đã được chứng minh là có thể quyết định các khu vực tìm kiếm thức ăn theo thời gian trong năm. Những con chim chứng tỏ tập tính tích trữ thức ăn cũng cho thấy khả năng nhớ lại vị trí của những chỗ chúng đã dấu thức ăn. Các loài chim hút mật như chim ruồi cũng tối ưu hóa việc tìm kiếm chúng bằng cách theo dõi các vị trí của hoa tốt và xấu. Các loài chim cũng nhạy cảm với chiều dài ngày, và nhận thức này đặc biệt quan trọng như là một dấu hiệu cho các loài di cư. Khả năng tự định hướng trong quá trình di cư là do khả năng cảm giác cao của loài chim, hơn là trí thông minh.
Nhiều loài chim đã được chứng minh có khả năng sử dụng các công cụ. Những con quạ ở đô thị Nhật Bản và Hoa Kỳ đã đổi mới một kỹ thuật để đập vỡ hạt dẻ cứng bằng cách thả chúng vào đường nhựa và để chúng bị ô tô cán nứt. Sau đó qua sẽ nhặt lấy những hạt dẻ nứt khi những chiếc xe dừng lại do đèn đỏ. Những con quạ khi che giấu thức ăn còn biết quan sát ai đang theo dõi chúng, vì những điều này, quạ được ví von là động vật linh trưởng có lông vũ.